# Póvoa de Lanhoso (freguesia)
Póvoa de Lanhoso (Nossa Senhora do Amparo) es una freguesia portuguesa situada en el municipio de Póvoa de Lanhoso. Según el censo de 2021, tiene una población de 5623 habitantes.